# Jo Zebedee
Jo Zebedee (1971), é uma escritora de ficção científica e fantasia da Irlanda do Norte. Ela estudou na Victoria Primary School e na Escola de Gramática de Carrickfergus antes de se formar em Literatura. Zebedee já foi presidente da Women Aloud NI. Zebedee possui sua própria empresa de consultoria de gestão, e trabalha para o Crescent Arts Center, onde dá aulas de redação criativa. Ela também participada como mentora do Centro de Escritores Irlandeses. Zebedee foi convidada do Festival do Livro de Belfast e do Festival de CS Lewis. Ela foi a convidada de honra da Titancon, a principal convenção da Irlanda do Norte. Ela também foi convidada da Octocon, a convenção nacional da Irlanda. Ela é considerada uma das principais escritoras de ficção científica e de fantasia da Irlanda. 